# Lam Alu Raya
Lam Alu Raya is een bestuurslaag in het regentschap Aceh Besar van de provincie Atjeh, Indonesië. Lam Alu Raya telt 421 inwoners (volkstelling 2010).